# 宇宙からの色
『宇宙からの色』（うちゅうからのいろ、The Colour Out of Space）また『異次元の色彩』（いじげんのしきさい）とは、ハワード・フィリップス・ラヴクラフトによる短編小説。今日では、作品中に登場する宇宙生物を指すこともある。
ボストンの測量士が主人公で、物語は彼の一人称視点で描かれる。アーカムを舞台に宇宙から飛来した奇妙な隕石に端を発する奇怪な事件を目撃者の農夫から聞いて再構成した形のSF短編小説。1927年3月に執筆され、SF雑誌『アメージング・ストーリーズ』の1927年9月号に掲載された。
ラヴクラフトの独自ジャンルである「コズミック・ホラー」であり、また（諸説あるが）ラヴクラフト神話およびクトゥルフ神話に含まれる。「Colour」はラヴクラフトが好んで用いたイギリス英語の表現である。
ラヴクラフト自身は手紙で、この作品を自己ベストとして挙げたことがある。それだけに本作の評価に対する落胆が大きかったのか次の『ダニッチの怪』を執筆するまで短編小説を書くのを控えるほどだった。

## 物語

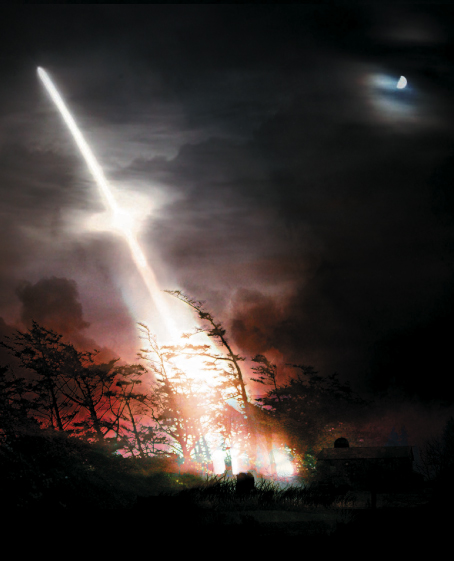
隕石

1882年の6月にアーカムの西の丘陵と谷の向こうの平野部に住む農夫ネイハム・ガードナーの家の井戸の近くに隕石が落下した。ミスカトニック大学の3人の教授たちが同地に赴き調査したところ、隕石は様々な不可思議な性質を持っていることが分かる。ビーカーに入れておくとビーカーもろとも消滅してしまい、平野部に落下していた本体は日に日に小さくなっていき、鉛の箱に入れて保管したかけらも1週間で全て消滅した。隕石の内部には、隕石が示すスペクトルと似た色の光沢のある球体があり、ハンマーで叩くと破裂して消滅してしまった。隕石本体もその晩の雷雨で6回も稲妻を引き寄せた挙句、消滅してしまった。
隕石の落下場所の近くに住むネイハムのその年の夏の作物は、生育も良く色艶も素晴らしかったが、隕石が土壌を汚染していたためか、みな不快な味がし、とても食べられる代物ではなかった。そして冬には異常な跳躍力を見せる兎や奇形のマーモットが現れた。ネイハムの家の周囲の雪は溶け方が早く、近くに生えるミズバショウは隕石のスペクトルに似た色をし、奇妙な臭いを放っていた。やがて全ての植物が同じように異常な色を見せて輝き、しかも木々の枝は勝手に動き、昆虫たちも巨大化し異常な動きを示した。ガードナー家の人間は肉体的精神的に弱っていき、妻のナビーは発狂した。それでもネイハムは土地を離れず、妻を精神病院には入院させず、症状が悪化してからは屋根裏部屋に閉じ込めた。
馬は全て狂って厩から走り出し、連れ戻しても使い物にならなかったので全て処分した。近くの草花は全て灰色になって枯れ、昆虫も死に絶え、井戸の水はひどい味に変化した。井戸の底に何かを見た次男のタデウスも発狂し、ナビーと同じように屋根裏部屋に閉じ込められた。家畜や犬猫も灰色に変じて死に、その死体は乾燥し悪臭がした。やがてタデウスは死に、三男のマーウィンと長男のジナスは行方不明となる。
ネイハムから助けを求められた隣人のアミ・ピアースは、ナビーが既に死んでいるのを発見し、そこで奇妙な色彩の蒸気のようなものに遭遇する。そして身体が灰色に変じて崩れかけたネイハムは死の寸前、自分の見たもの知ったものをアミに伝える。光る何かが井戸の中におり、それが家族に取り憑いて命を吸っていたというのだ。
ガードナー一家が死に絶えた後、アミは警察を呼び、事情聴取を受けた後、警官3人を案内する事になった。マーウィンとジナスは井戸の底で白骨化して発見された。また、井戸から汲み上げられた水は、隕石の中から発した光と同じ色に輝いていた。彼等は夜に井戸が輝くのを眼にする。隕石の中にあった球体の内部に居た何者かが、井戸の中に居るのだ。悪臭が漂い、木々の枝の先は光り、勝手に動き出していた。アミ達がその場を離れ、振り返ると、ガードナーの家の井戸とその周辺の地は木々や建物や草花までもが光を放っていた。そして、最後に井戸から光が迸ると、それは白鳥座のデネヴの方向へ消えて行った。そして、後には広い灰色の荒地が残され「焼け野」と呼ばれ、そこは44年経った今日でも灰色の荒地のままだった。この地は、後に貯水池として水没する予定となっている。
だが、アミはそれでも土地を離れない。彼曰く、光は二筋だった、一方は飛び去ったが、もう一つは力が足りず井戸へ舞い戻っていった、そして今でもそこにいる、と…
そう、アミは土地を離れない。いや、離れられない。まるで、ネイハムと同じように。

## 解説
小説『チャールズ・ウォードの奇怪な事件』を書き終え、エッセイ『文学における超自然の恐怖』を執筆していたラヴクラフトは、本作を思い付き最終改訂の最中に同時に書き始めたとされている。彼は、多くのSF作品に登場する宇宙人や宇宙生物の描写に落胆し、彼の信条とする地球的な考えを捨てたリアリズム、宇宙的恐怖（コズミック・ホラー）に基づく作品を構想した。そのため本作の目的は、全く新しい宇宙生物を提案することにあった。ラヴクラフトは、可視光に着目し、人間に感知できない生物を思い付いた。研究者のS・T・ヨシは、ヒュー・エリオット（Hugh Samuel Roger Elliot）の『Modern Science and Materialism』に出てくる「限定的な人間の感覚」に触れたラヴクラフトの以前の作品『From Beyond（1920年）』から練り直したものである可能性を挙げている。人間に感知できない生物というテーマは、この後に執筆された『ダニッチの怪』や『忌み嫌われた家』でも取り上げられた。
ラヴクラフト自身は、ロードアイランド州のシチューイット貯水池が着想になっているとしたがヨシは、マサチューセッツ州の貯水池クオビン湖も影響していると考えた。またウィル・マレーは、超常現象作家チャールズ・フォートの『thunderstones（落雷岩）』が着想に結びついたのではないかと挙げている。アンディ・トロイは、ニューヨークタイムズ紙の『ラジウムガールズの被爆事件』も関係していると見做している。
本作は、『アメージング・ストーリーズ』に掲載され、J. M. de Aragónによって挿絵が描かれた。しかし同誌の編集者”SFの父”ヒューゴー・ガーンズバックは、ラヴクラフトに25ドル（今の352ドル）しか支払わなかったため二度と同誌に作品を提出しないと考えるまで失望し、マイケル・アシュリーの『SF雑誌の歴史（1974年）』によるとラヴクラフトとクラーク・アシュトン・スミスは、ガーンズバックを「Hugo the Rat」とまで罵っている。
ドナルド・R・バーレソンは、ラヴクラフトが個人的に本作を気に入っていたことも含めて「one of his stylistically and conceptually finest short stories.（彼の文体における最高の物。）」とした。またヨシは、宇宙生物”カラー”には、生物として動機があるのかすら曖昧で道徳的にも感情的にも非人間的に描写され、読者に恐怖を与えるラヴクラフトの試みが成功しているとしつつも文句を着けるなら「長過ぎる」とした。
ブライアン・オールディスの小説『The Saliva Tree』は、この作品の翻案であるとされる。また後述のマイクル・シェイも本作の続編として位置づけられている。

## 怪物について

### 隕石の特徴
- 熱には何の影響も受けず、変化も生じない。
- 可塑性があると言っていい程に柔らかく、鉄床の上では可鍛性を示す。
- 常に輝いており、特に暗闇では輝きが顕著になる。
- 分光器を前にして熱した時に発するスペクトルは、既知のどんな色とも異なる。
- 珪素化合物に親和性があり、接触させると互いに崩壊し、消滅してしまう。
- 磁性を帯び、特異な電気的性質を持っている。
- 塩酸・硝酸・王水等のあらゆる試薬を用いても傷がつかない。強い酸を使うとわずかに冷える。
- 大気中で縮小し続け、やがて消滅する。

### 宇宙生物“カラー”
本作で登場する生物。これは他の生物の生命力を糧とし、影響を受けた生き物は精神を病み生命力と色彩を失って灰色に変じ、最終的には崩れ去る。主人公が農夫から話を聞いた話ではガス状の生命体であろうと推測しているが、正体も対処方法も不明である。
発表から半世紀以上後の1984年マイクル・シェイ作の『異時間の色彩（The Color Out of Time、1984年）』では、ラヴクラフトが書いた「異次元の色彩」は現実の事件を元に人物の名前と最後の顛末を変えたものであったとされ、この生物はまだ地球に潜んでいるとする。生物の生命力と恐怖心を糧とする生き物で、人間の眼には奇妙な色彩そのものに映るエネルギー生物。人間の肉を直接喰らうこともあり、その場合には獣のような形に実体化する。またこの生物は、旧神の印に弱いという設定になっている。
テーブルトーク版では「宇宙からの色（異次元の色彩）」と「異時間の色彩」の両者を融合させたような設定。幼生時はゼリー状の姿をとり、成長すると非実体化する。

## 派生作品
本作は複数回映画化されている。
- 1965年『襲い狂う呪い』（原題：Die,  Monster, Die!）[4]
- 1987年『デッドウォーター』（原題：The Curse）[5]
- 2010年『宇宙の彼方より』（原題：Die Farbe）[6]
- 2019年『カラー・アウト・オブ・スペース -遭遇-』（原題：Color Out of Space）[7]

1990年には、岡本蘭子によって（コミックアンソロジー『ラブクラフトの幻想怪奇館』に収録。大陸書房刊・ISBN 978-4803329322）、2015年には田辺剛によって漫画化されている（『異世界の色彩 ラヴクラフト傑作集』に収録。KADOKAWA/エンターブレイン刊、ISBN 978-4047308046）。
2012年には、東雅夫監修の下、原田雅史作画で全121頁の漫画化がされている（エーリッヒ・ツァンの音楽〈西出ケンゴロー作画〉と並録）。（PHP研究所刊Cコミック、ISBN 978-4-569-80904-5）。

## 収録
- 「異次元の色彩」『世界のSF短篇集 古典篇』、団精二訳、早川書房（1971年）
- 「異次元の色彩」『ラヴクラフト小説全集 1 (短篇 1)』、荒俣宏訳、創土社（1975年）
- 「異次元の色彩」『定本ラヴクラフト全集4』、山田清子訳、国書刊行会（1985年2月）
- 「宇宙からの色」『ラヴクラフト全集4』、大瀧啓裕訳、創元推理文庫（1987年11月）、ISBN 978-4-488-52304-6
- 「異次元の色彩」『ラブクラフト恐怖の宇宙史』、荒俣宏訳、角川ホラー文庫（1993年7月）
- 「外宇宙の色」『未知の世界 Lovecraft mythos H.P.ラヴクラフト朗読集 3』(CD)、大久保ゆう訳、パンローリング（2000年）
- 「宇宙からの色」『ホームズ鬼譚~異次元の色彩』、荒俣宏訳、創土社（2013年9月）、ISBN 978-4-798-83008-7
- 「異次元の色彩」『インスマスの影―クトゥルー神話傑作選―』南條竹則訳、新潮文庫（2019年8月）、ISBN 978-4-10-240141-5
- 「宇宙の彼方の色」『宇宙の彼方の色 新訳クトゥルー神話コレクション5』森瀬繚訳、星海社（2020年6月）、ISBN 978-4-06-520440-5